# بط مكوأ
بط مكّوأ (الاسم العلمي: Oxyura  maccoa) (بالإنجليزية: Maccoa  Duck)‏ هو طائر ينتمي إلى إوزيات (فصيلة: Anatidae).